# La Cabane aux confins du monde
La Cabane aux confins du monde (titre original : The Cabin at the End of the World) est un roman d'horreur écrit par Paul G. Tremblay, paru en 2018 puis traduit en français et publié en 2023. Il a été adapté au cinéma par M. Night Shyamalan sous le titre Knock at the cabin en 2023.
La Cabane aux confins du monde a obtenu le prix Locus du meilleur roman d'horreur 2019 ainsi que le prix Bram-Stoker du meilleur roman 2018.

## Synopsis
Éric et Andrew, un couple homosexuel, sont en vacances avec leur fille adoptive Wen au bord d'un lac isolé. Un jour, ils reçoivent la visite de quatre inconnus portant d'étranges armes, qui leur annoncent qu'ils doivent faire un choix : s'ils ne sacrifient pas, de plein gré, l'un des leurs, ce sera la fin du monde.

## Éditions

### Éditions originales
- The Cabin at the End of the World, William Morrow and Company (en), 26 juin 2018, 270 p.  (ISBN 978-0-06-267910-9)
- The Cabin at the End of the World, livre audio lu par Amy Landon, HarperAudio, 2018, 9h25.

### Éditions françaises
- La Cabane aux confins du monde, trad. Laure Manceau, Gallmeister, 2 février 2023, 352 p.  (ISBN 978-2-35178-896-7)
- La Cabane aux confins du monde, lu par Romain Bressy et Alizé Lombardo, trad. Laure Manceau, BLYND Production, juin 2023, 8h54. (ASIN B0C8V6TY6M)